# Weihwasserbecken (Corseul)

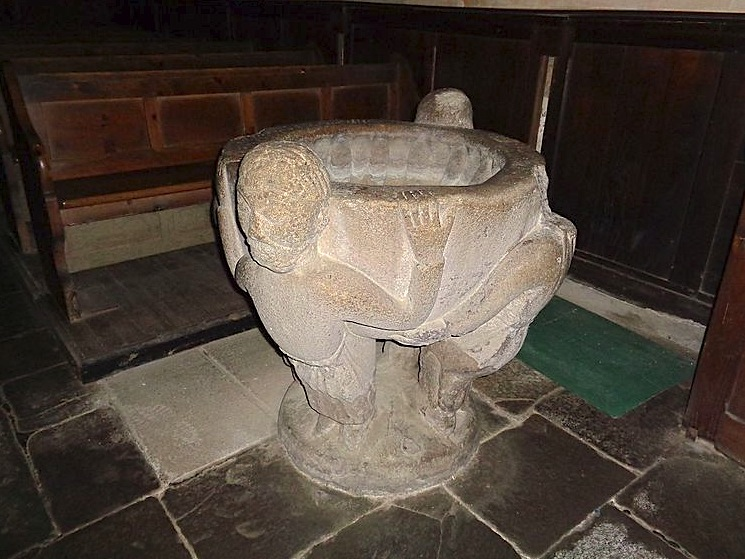
Weihwasserbecken in Corseul

Das Weihwasserbecken in der katholischen Kirche St-Pierre in Corseul, einer französischen Gemeinde im Département Côtes-d’Armor in der Region Bretagne, wurde im 15. Jahrhundert geschaffen. 
Im Jahr 1911 wurde das Weihwasserbecken, das aus einem Granitblock gearbeitet wurde, als Monument historique in die Liste der geschützten Objekte (Base Palissy) in Frankreich aufgenommen.
Das 70 cm hohe Weihwasserbecken hat ein rundes Becken, das von vier Karyatiden getragen wird. Zwei der Karyatidenköpfe wurden zerstört. Im Beckeninneren sind zwei skulptierte Fische zu sehen.  